# 岡泉
岡泉（おかいずみ）は、埼玉県白岡市の地名（大字）。郵便番号は349-0226（久喜郵便局管区）。本項では同地域にかつて存在した南埼玉郡岡泉村（おかいずみむら）についても記す。

## 地理
白岡市南東部に位置する。西で実ケ谷・千駄野、北で下野田、東で太田新井・彦兵衛、南でさいたま市岩槻区鹿室・蓮田市江ケ崎に接する（大字界が錯綜しているため、飛地との隣接は省略）。地内は大半が低地で、主に水田などの農地となっている。南東部は大宮台地の慈恩寺支台（内牧台地）の北端に位置し、一部で民間施設や山林のほか住宅も見られるが、主に耕地などの農地である。

### 河川
- 隼人堀川
- 三ヶ村落堀
- 黒沼用水

## 歴史

### 地名の由来
野田とこの地の間に沼があったことから。

### 沿革
- 幕末の時点では埼玉郡に属し、「旧高旧領取調帳」の記載によると明治初年時点では岩槻藩領、幕府領（大竹左馬太郎支配所）であった[4]。
- 1868年（慶応4年）6月19日（1868年8月7日） - 幕府領が武蔵知県事・山田政則の管轄となる。
- 1869年（明治2年）
  - 1月10日（1869年2月20日） - 武蔵知県事・山田政則が宮原忠英に交代。
  - 1月13日（1869年2月23日） - 武蔵知県事・宮原忠英の管轄区域に大宮県を設置、同県の管轄となる。県庁は東京府馬喰町に置かれる。
  - 9月29日（1869年11月2日） - 県庁が浦和に置かれ浦和県に改称。
- 1871年（明治4年）
  - 7月14日（1871年8月29日） - 廃藩置県により、岩槻藩領が岩槻県となる。
  - 11月13日（1871年12月24日） - 第1次府県統合により埼玉県の管轄となる。
- 1879年（明治12年）3月 - 前年に制定された郡区町村編制法の埼玉県での施行により南埼玉郡の所属となる。郡役所は岩槻町に設置。
- 1889年（明治22年）4月1日 - 町村制の施行に伴い岡泉村が単独で自治体を形成。後に日勝村となる9村で町村組合を結成。
- 1895年（明治27年）3月15日 - 町村組合を結成していた実ケ谷村・千駄野村・小久喜村・上野田村・下野田村・爪田ケ谷村・太田新井村・彦兵衛村と合併して日勝村が成立、その大字岡泉となる。自治体としては消滅。
- 1940年（昭和15年） - 日勝村大字岡泉の一部が南埼玉郡慈恩寺村へ編入。
- 1954年（昭和29年）
  - 5月3日 - 慈恩寺村が岩槻町, 新和村, 和土村, 川通村, 柏崎村, 河合村と合併して岩槻町となる。
  - 7月1日 - 岩槻町が市制施行して岩槻市となる。
  - 9月1日 - 日勝村が篠津村および大山村の一部（大字下大崎、柴山、荒井新田）と合併して白岡町となり、その大字に継承。
- 2005年（平成17年）4月1日 - 岩槻市がさいたま市へ編入され、同市岩槻区となる。
- 2012年（平成24年）10月1日 - 白岡町が市制施行して白岡市となり、その大字に継承。

## 世帯数と人口
2023年（令和5年）7月1日現在の世帯数と人口は以下の通りである。
| 大字 | 世帯数  | 人口  |
| ---- | ------- | ----- |
| 岡泉 | 340世帯 | 782人 |

## 小・中学校の学区
市立小・中学校に通う場合、学区は以下の通りとなる。
| 番地 | 小学校             | 中学校             |
| ---- | ------------------ | ------------------ |
| 全域 | 白岡市立菁莪小学校 | 白岡市立菁莪中学校 |

## 交通
地内に鉄道は敷設されていない。

### 道路
- 埼玉県道65号さいたま幸手線
- 埼玉県道78号春日部菖蒲線
- 埼玉県道154号蓮田杉戸線

## 施設など
- 白岡岡泉郵便局
- JA南彩白岡ライスセンター
- 白岡市立菁莪小学校（南側の一部）
- 岡泉浄水場
- 岡泉集会所 - 岡泉鷲神社境内に立地
- 白岡市総合運動公園（東側の一部）
- 岡泉鷲神社 - 岡泉鷲神社の大ケヤキ（市指定天然記念物）がある[6]。
- 岡泉観音堂 - 庚申待供養塔（市指定文化財）がある[7]。
- 観音堂 - 岡泉鷲神社の隣接地に鎮座

## 関連文献
- 「岡泉村」『新編武蔵風土記稿』 巻ノ201埼玉郡ノ3、内務省地理局、1884年6月。NDLJP:764007/85。